# Sommet de l'OTAN de 2009
Pour un article plus général, voir Sommet de l'OTAN.
Le sommet de l'OTAN Strasbourg-Kehl 2009 est le 21e sommet de l'OTAN, conférence diplomatique réunissant dans les villes de Strasbourg en France et de Kehl et Baden-Baden en Allemagne les 3 et 4 avril 2009 les chefs d'État et de gouvernement des pays membres de l'Organisation du traité de l'Atlantique nord. Le sommet marque le soixantième anniversaire de la création de cette organisation. Il doit également signer le retour de la France dans le commandement militaire intégré de l'OTAN que le général de Gaulle avait décidé de quitter en 1966. Il marque aussi la première visite sur le sol français et allemand du président américain Barack Obama qui rencontrera pour la première fois ses homologues européens.
Les hôtes du sommet sont le président de la République française Nicolas Sarkozy et la chancelière de la République fédérale d'Allemagne Angela Merkel. Les réunions sont présidées par le secrétaire général de l'OTAN Jaap de Hoop Scheffer.

## Ordre du jour
- Évolution de la stratégie de l’OTAN pour l’Afghanistan et résultats de la revue de la stratégie qu’entreprend le nouveau gouvernement des États-Unis
- Relations avec la Russie
- Rapprochement de la France et ses conséquences sur les relations entre l’OTAN et l’Union européenne
- Préparation d’un nouveau concept stratégique pour l’Alliance
- Désignation d'un nouveau Secrétaire général de l'OTAN à compter du 1er août 2009

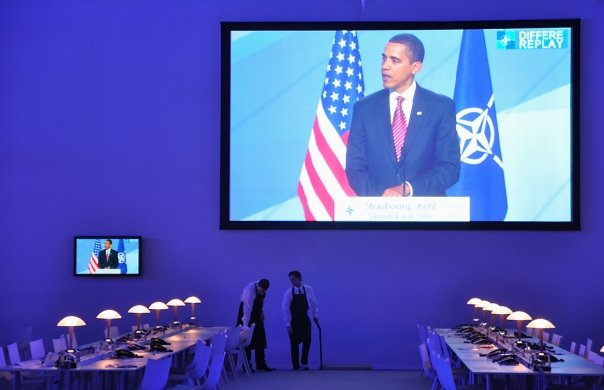
Salle de presse du sommet de l'Otan

## Participants

Les pays membres de l'OTAN en 2009

Au total, 28 délégations participent au sommet de l'OTAN. Les 28 États membres participants et les chefs d'État et de gouvernement les représentant sont :
- Albanie[3] : Bamir Topi ; Sali Berisha
- Allemagne : Horst Köhler ; Angela Merkel
- Belgique : Albert II ; Herman Van Rompuy
- Bulgarie : Gueorgui Parvanov ; Sergueï Stanichev
- Canada : Élisabeth II ; Stephen Harper
- Croatie[3] : Stjepan Mesić ; Ivo Sanader
- Danemark : Marguerite II ; Anders Fogh Rasmussen
- Espagne : Juan Carlos Ier ; José Luis Rodríguez Zapatero
- Estonie : Toomas Hendrik Ilves ; Andrus Ansip
- États-Unis : Barack Obama ; Hillary Rodham Clinton
- France : Nicolas Sarkozy ; François Fillon
- Grèce : Károlos Papoúlias ; Kóstas Karamanlís
- Hongrie : László Sólyom  ; Ferenc Gyurcsány
- Islande : Ólafur Ragnar Grímsson ; Jóhanna Sigurðardóttir
- Italie : Giorgio Napolitano ; Silvio Berlusconi
- Lettonie : Valdis Zatlers ; Valdis Dombrovskis
- Lituanie : Valdas Adamkus ; Andrius Kubilius
- Luxembourg : Henri de Luxembourg ; Jean-Claude Juncker
- Norvège : Harald V ; Jens Stoltenberg
- Pays-Bas : Beatrix ; Jan Peter Balkenende
- Pologne : Lech Kaczyński  ; Donald Tusk
- Portugal : Aníbal Cavaco Silva ; José Sócrates
- République tchèque : Václav Klaus ; Mirek Topolánek
- Roumanie : Traian Băsescu ; Emil Boc
- Royaume-Uni : Élisabeth II ; Gordon Brown
- Slovaquie : Ivan Gašparovič ; Robert Fico
- Slovénie : Danilo Türk ; Borut Pahor
- Turquie : Abdullah Gül ; Recep Tayyip Erdoğan

## Programme

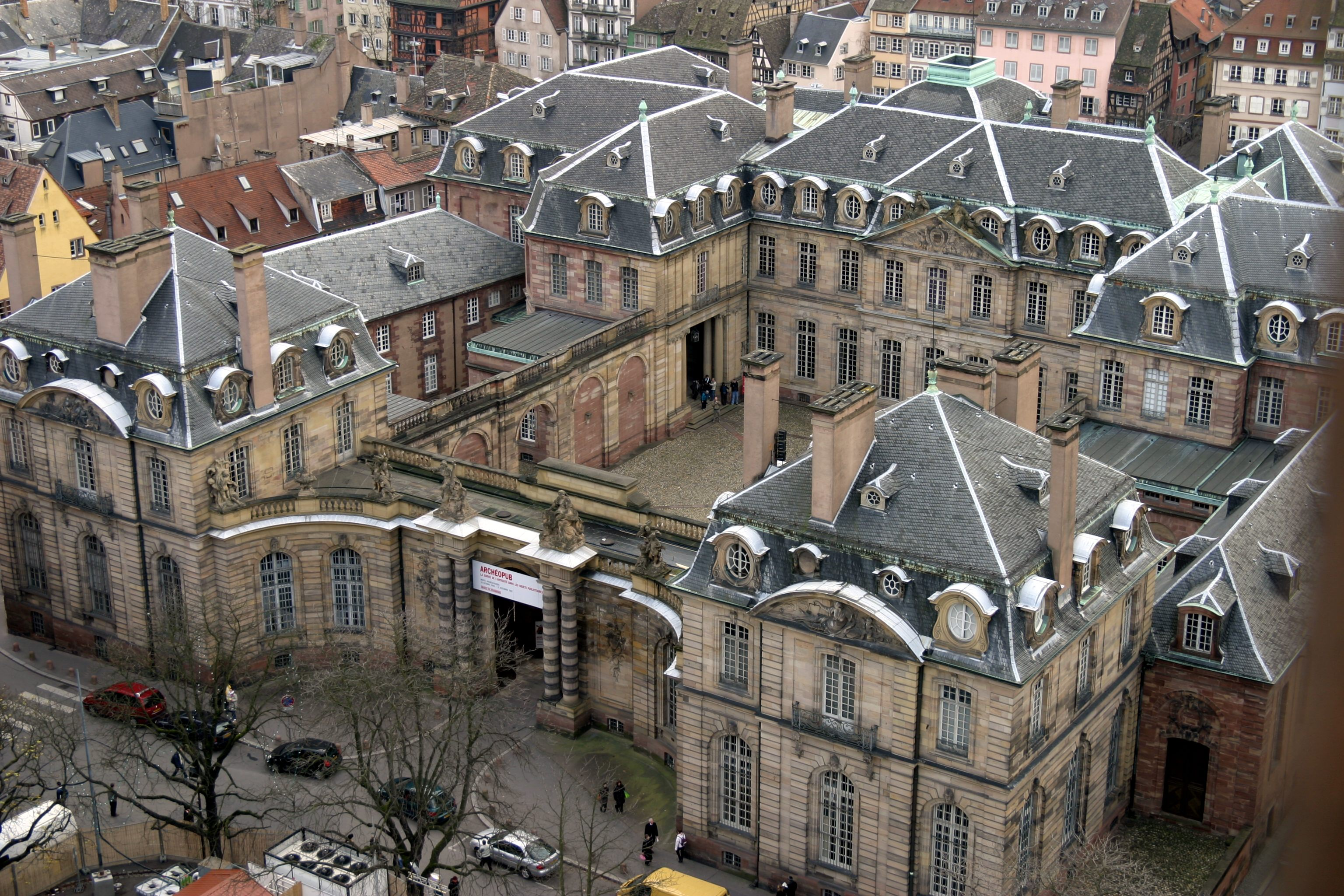
Le Palais Rohan, lieu de rencontre entre Barack Obama et Nicolas Sarkozy.

### Vendredi 3 avril

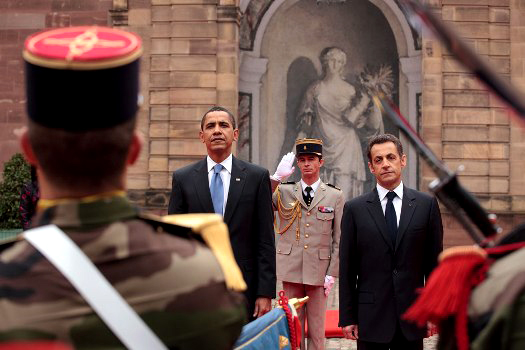
Rencontre entre Barack Obama et Nicolas Sarkozy.

- 12h00 : rencontre bilatérale entre Barack Obama et Nicolas Sarkozy au Palais Rohan de Strasbourg.
- début d'après-midi : conférence de Barack Obama devant 3 000 à 4 000 lycéens et étudiants dans le Hall Rhénus de Strasbourg.
- 16h45 : rencontre bilatérale entre Barack Obama et Angela Merkel à Baden-Baden
- soir : dîner de travail au Kurhaus de Baden-Baden en présence des vingt-huit chefs d'État ou de gouvernement. Ouverture du dîner par un concert de la violoniste allemande Anne-Sophie Mutter.

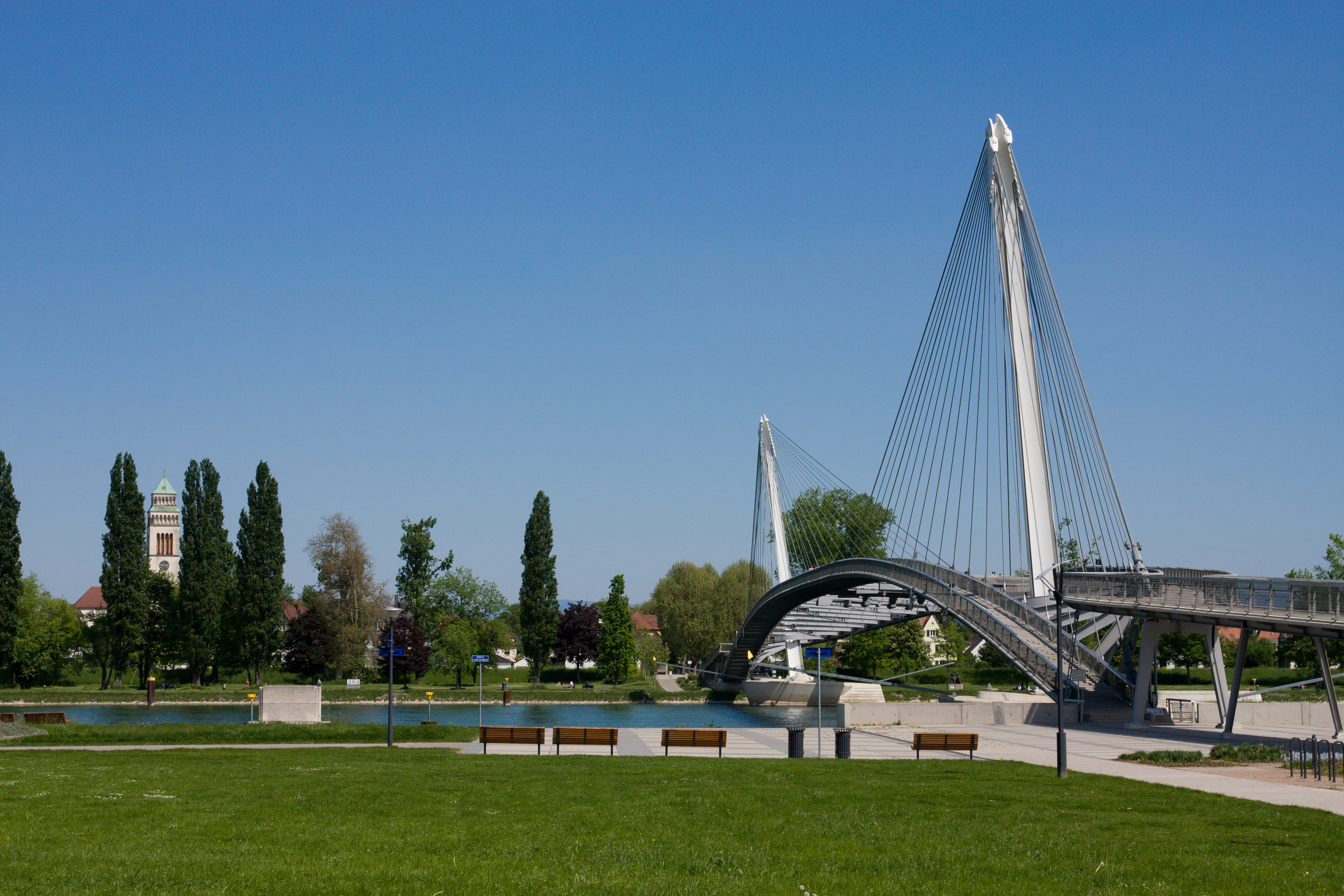
La passerelle des Deux-Rives, lieu prévu de la rencontre des chefs d'État de l'OTAN pour la photographie officielle.

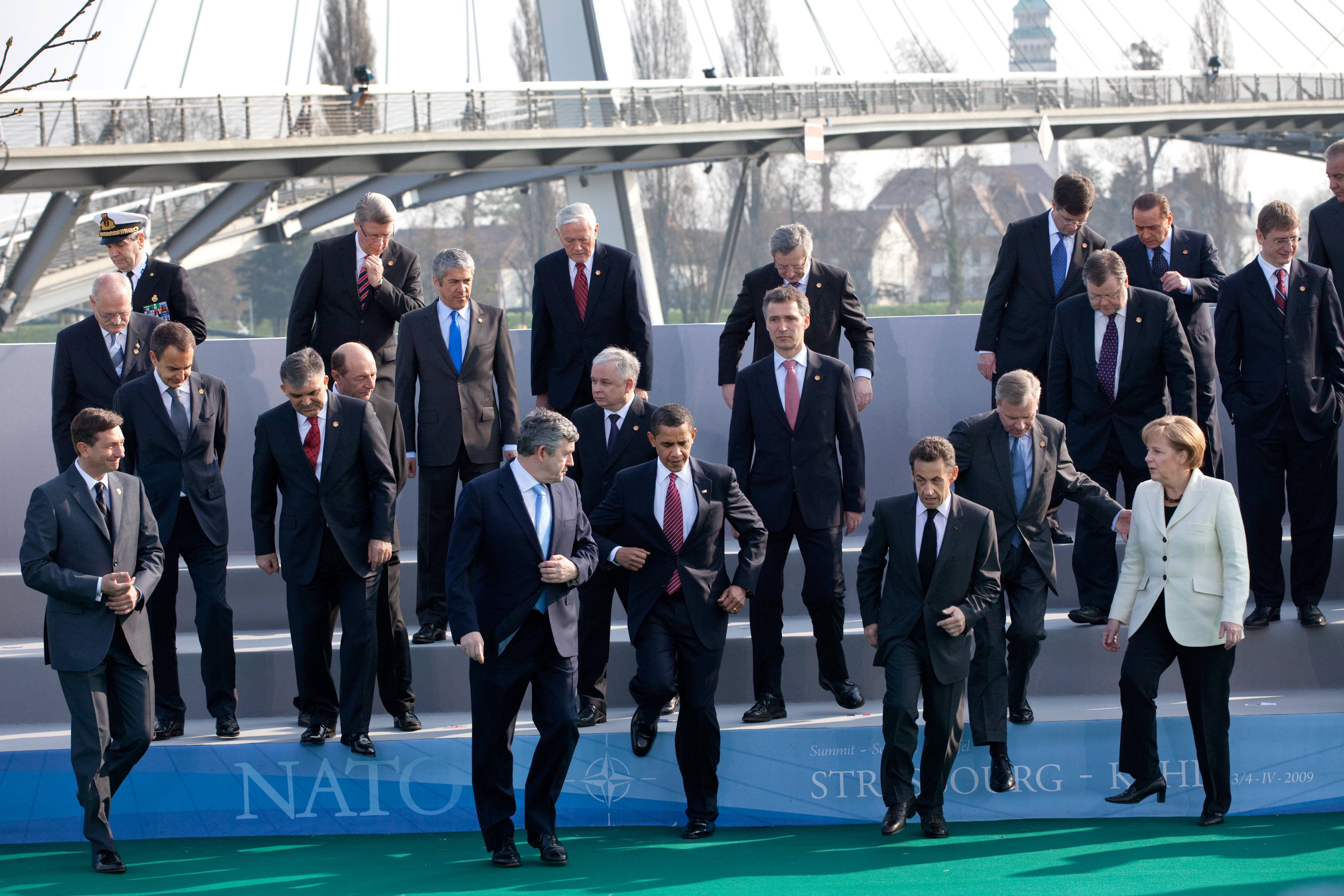
Les chefs d'État ou de gouvernement peu après la photographie officielle.

### Samedi 4 avril
- 9h00 : photographie officielle au milieu de la passerelle des Deux-Rives puis brève cérémonie militaire.
- 10h00 : session officielle au Palais des congrès de Strasbourg.
- 12h30 : les conjoints des dirigeants de l’OTAN assistent au défilé des apôtres de l’horloge astronomique de la cathédrale de Strasbourg
- 13h00 : départ de la grande manifestation contestataire depuis le Pont de l'Europe
- 14h00 : conférence de presse

## Les décisions prises

### La nomination d'un nouveau secrétaire général de l'OTAN
Le Premier ministre danois Anders Fogh Rasmussen est nommé à la tête du secrétariat général de l'OTAN. Cette nomination, refusée dans un premier temps par la Turquie, à la suite de l'affaire des caricatures de Mahomet survenue au Danemark en 2005, a finalement été confirmée après que le Premier ministre turc, Recep Tayyip Erdoğan, ait obtenu des garanties - non communiquées à la presse - de la part du président Américain, Barack Obama.

### Des renforts enAfghanistan
Les 28 pays se sont mis d'accord sur l'envoi de 5 000 soldats et formateurs supplémentaires en Afghanistan.

## Dispositif de sécurité

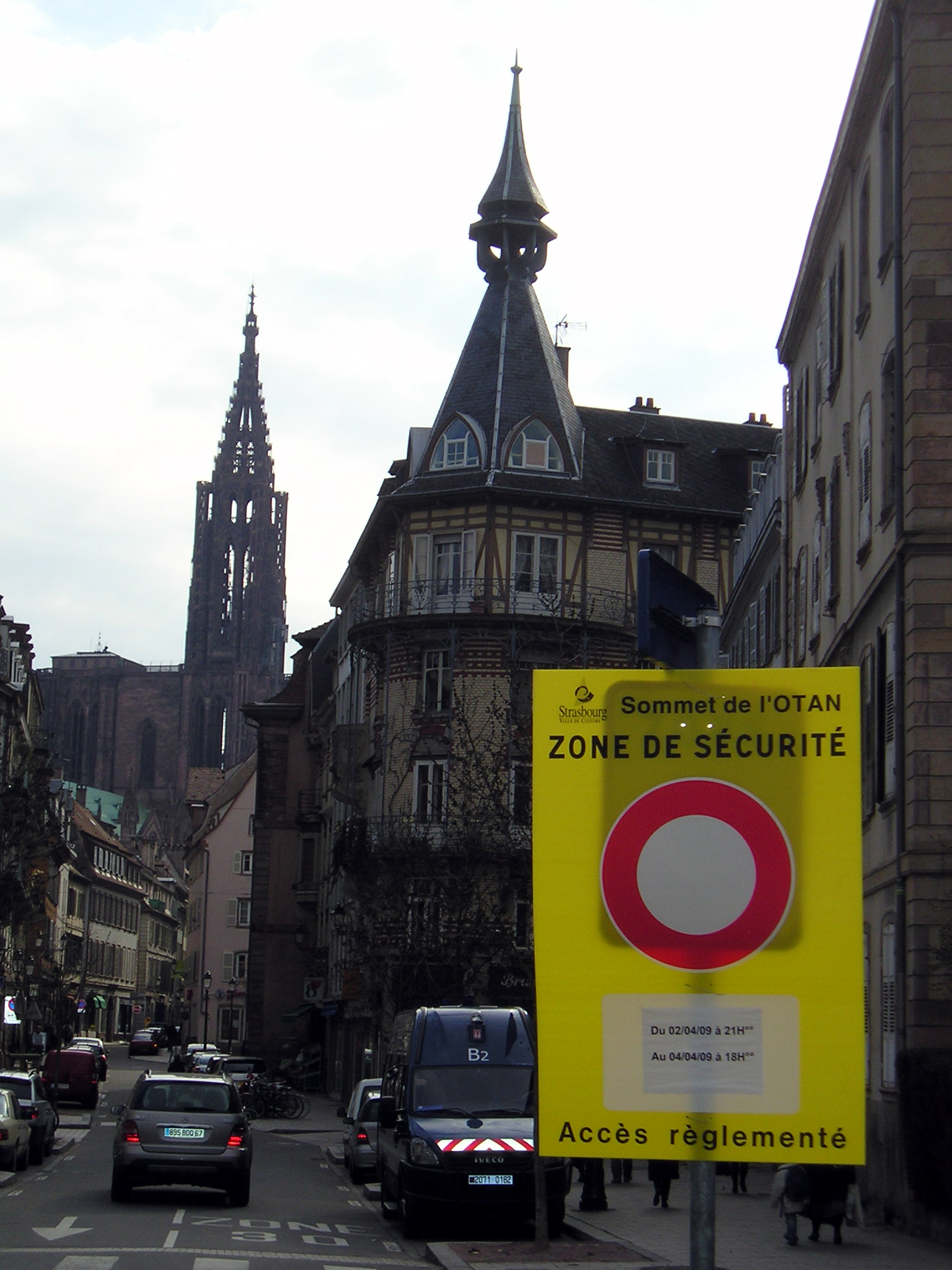
Entrée d'une zone sécurisée dans le centre-ville de Strasbourg.

Selon la ministre française de l'Intérieur Michèle Alliot-Marie, le dispositif mis en place à Strasbourg à l'occasion du sommet de l'OTAN est « la plus grande opération de sécurité menée sur le territoire français ». Environ 9 000 policiers et gendarmes côté français et 14 000 côté allemand sont mobilisés pour l'évènement qui doit accueillir de nombreux chefs d'État et de gouvernement. 85 unités mobiles de maintien de l'ordre sont appelées en renfort pour l'occasion dont 45 compagnies de CRS sur la soixantaine dénombrées en France et 40 escadrons de gendarmes mobiles, auxquels il faut ajouter 75 chevaux de la Garde républicaine et des forces militaires terrestres et fluviales (vedettes, plongeurs et ponts flottants motorisés). Des batteries de missiles sol-air ont été installées tout autour de la capitale alsacienne, les plaques d'égout ont été scellées, les poubelles condamnées. Le coût des mesures de sécurité mises en place à cette occasion est estimé à 110 millions d'euros, dont 60 millions pour la France.
À Strasbourg deux zones de sécurité ont été définies, une dans le quartier du Wacken autour du Palais des Congrès où ont lieu les réunions et une dans le centre-ville autour du Palais des Rohan où les chefs d'État sont conviés à un diner officiel : environ 40 000 badges ont été distribués aux résidents de ces quartiers pour qu'ils puissent accéder aux zones sécurisées par des points de passage. Ces zones de sécurité sont elles-mêmes découpées en « zone orange » et en « zone rouge ».

## Le contre-sommet

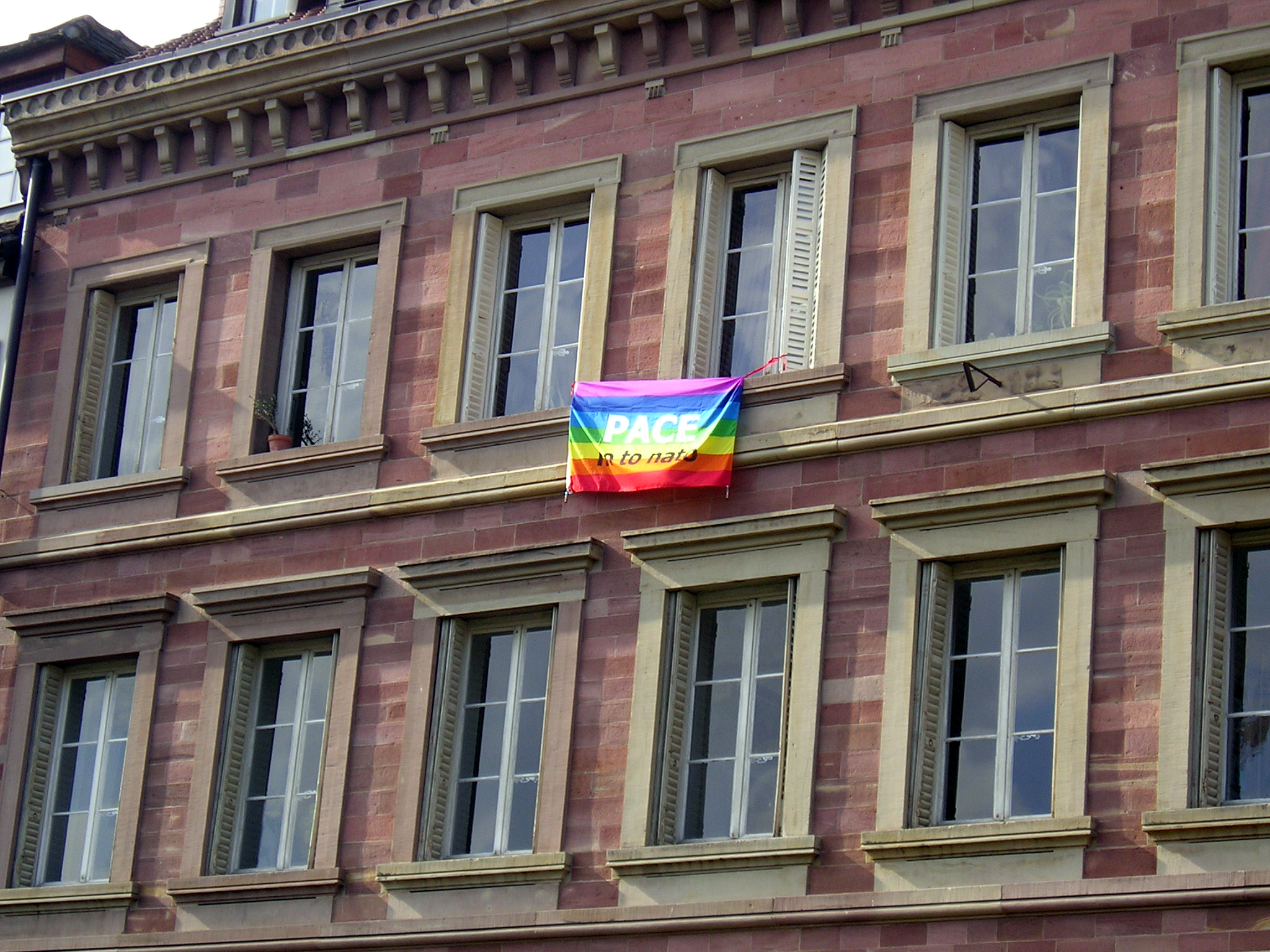
Drapeau de la paix sur une façade du centre-ville de Strasbourg.

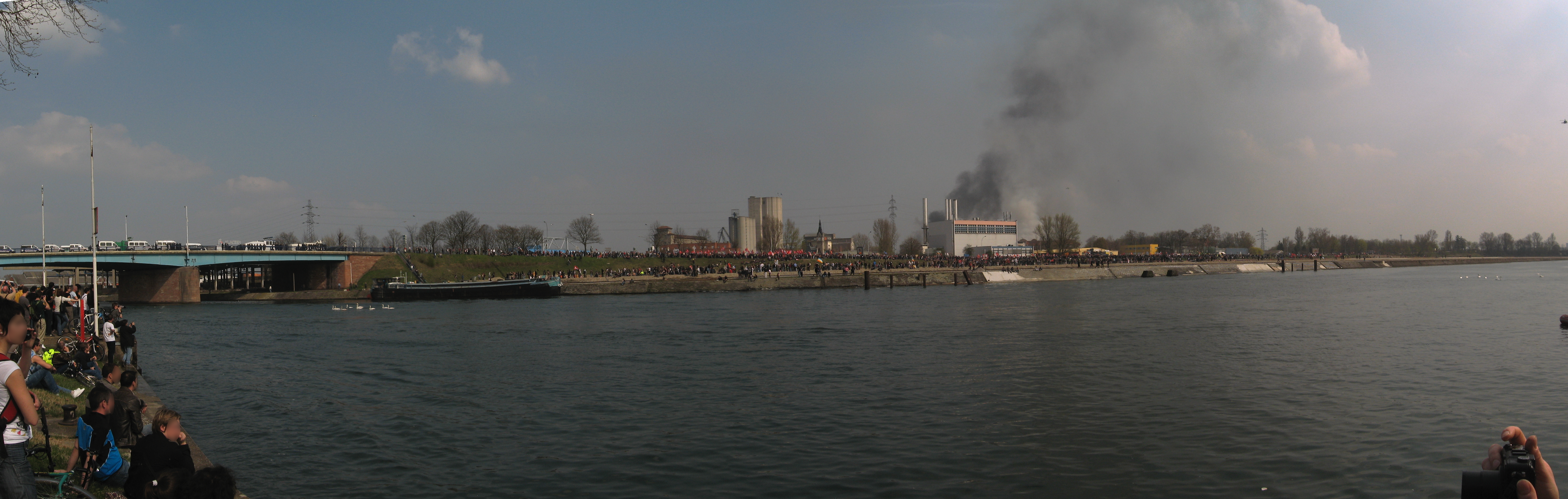
Vue de la manifestation du 4 avril depuis le quai des Belges. Des canons à eau français (en blanc) et allemands (en vert) bloquent le pont d'Anvers (à gauche). Un filet de fumée s'élève de l'un des bâtiments incendiés (au centre).

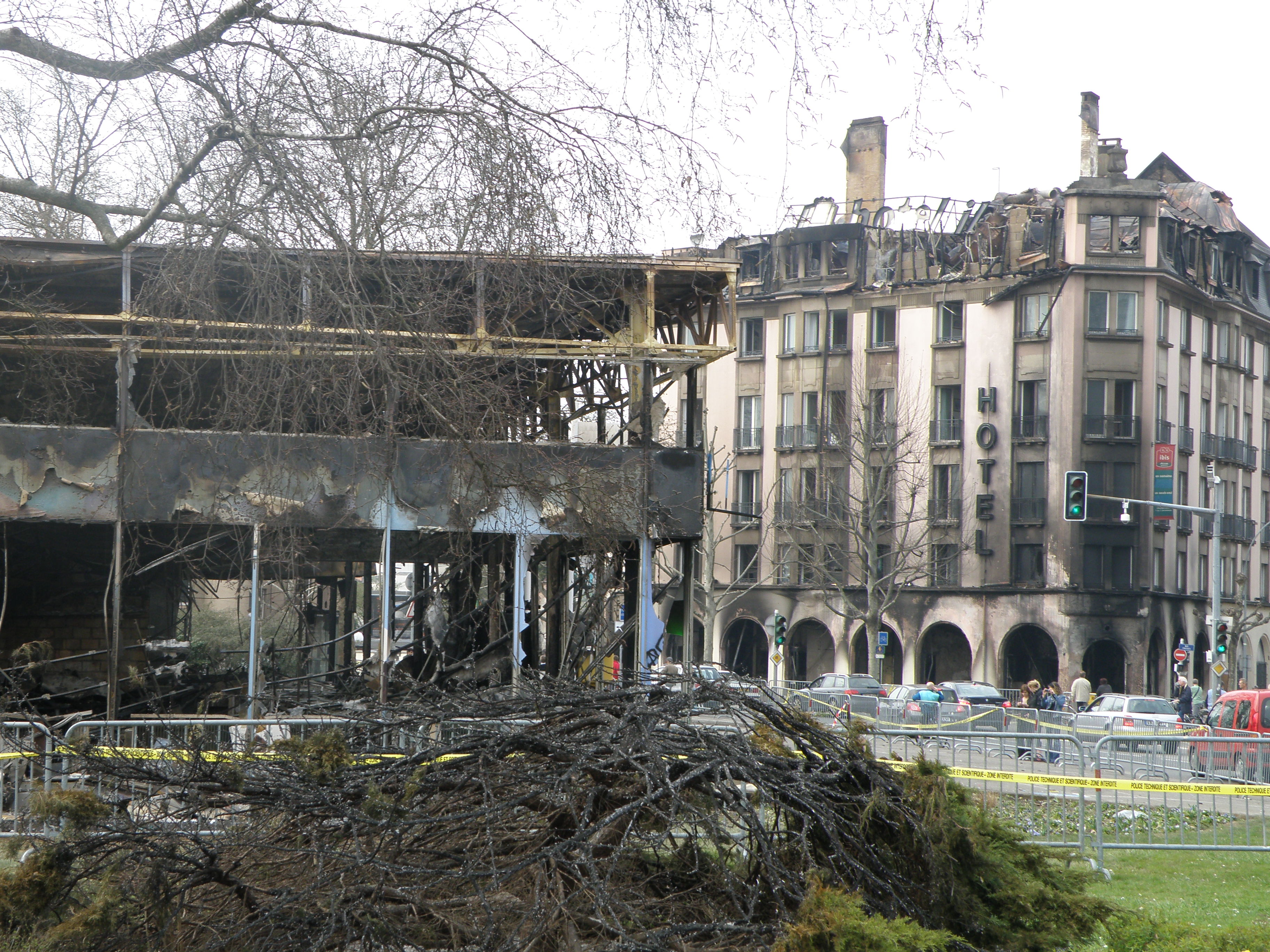
L'office de tourisme et l'hôtel Ibis le 5 avril 2009.

En pleine crise économique mondiale, le sommet est l'occasion pour les mouvements pacifistes, anticapitalistes et anarchistes de faire entendre leurs voix. Les autorités mettent à la disposition des opposants au sommet un terrain au sud de la ville, à la Ganzau, afin d'y installer un « village anti-OTAN ».
Le mercredi 1er avril en début d'après-midi, une centaine de militants déguisés en clowns défilent dans le quartier de l'Esplanade pour protester contre le « cirque sécuritaire ». Plus tard dans l'après-midi, une dizaine d'autres vêtus de combinaisons orange s'enchainent au pont du Corbeau pour dénoncer les exactions de soldats américains dans la prison de Bagram, en Afghanistan.
Le jeudi 2 avril, plusieurs centaines de manifestants anti-OTAN affrontent les forces de police, détruisent une dizaine d'abribus et mettent le feu à des poubelles dans le quartier du Neuhof, donnant lieu à 300 interpellations.

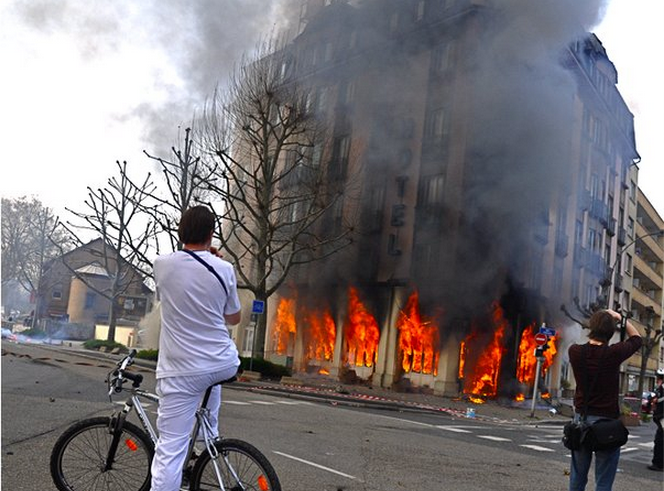
Hôtel İbis en feu

Le samedi 4 avril, une manifestation est organisée. Le parcours de 6 km initialement prévu sera réduit à 2 km par la préfecture. Selon celle-ci, la manifestation regroupe 10 000 manifestants, dont 2 000 casseurs ; les organisateurs estiment quant à eux le nombre de manifestants à 30 000. En outre, environ 8 000 manifestants allemands sont bloqués par la police à la frontière allemande, et plusieurs milliers de personnes qui n'ont pu rejoindre la manifestation en raison du dispositif policier sur le pont d'Anvers la regardent depuis le quai des Belges.
Au cours de la manifestation, un Black Bloc se livre à des exactions dans le quartier du Port-du-Rhin, près du pont de l'Europe, pont routier frontalier reliant Strasbourg à Kehl : une station de lavage de voitures, une station-service et du mobilier urbain sont saccagés ; l'office du tourisme, l'ancien poste frontière du pont de l'Europe, un hôtel Ibis et une pharmacie sont incendiés ; une église catholique et une église protestante du quartier sont dégradées et taguées. Les riverains ont le sentiment que les autorités ont laissé faire car les forces de l'ordre, très nombreuses quelques heures auparavant, ont déserté le quartier et mettent plusieurs dizaines de minutes pour arriver sur place. D'autres accusent la police d'avoir attisé les tensions.